# 速達郵便で
『速達郵便で』（そくたつゆうびんで、ドイツ語: Mit Extrapost）作品259は、エドゥアルト・シュトラウス1世が作曲したポルカ・シュネル（ギャロップ）。『テープは切られた』と並ぶ作曲者の代表作のひとつである。

## 解説
1887年10月23日、ウィーン楽友協会で開かれた「シュトラウス日曜コンサート」において初演された。同月半ばにエドゥアルト・シュトラウス1世率いるシュトラウス楽団は、南ドイツへの演奏旅行から帰郷したばかりであった。